# Адоне Дель Чіма
Адоне Дель Чіма (італ. Adone Del Cima, 7 червня 1898, Торре дель Лаго - 9 вересня 1943, Середземне море) — італійський морський офіцер, учасник Першої та Другої світових воєн.

## Біографія
Адоне Дель Чіма народився 7 червня 1898 року в Торре дель Лаго (зараз частина В'яреджо). Закінчив морехідний інститут в Ліворно. У 1917 році добровільно вступив гардемарином до Корпусу королівських військово-морських екіпажів (італ. Corpo regi equipaggi marittimi). Ніс службу на борту броненосця «Ре Умберто», потім на крейсері «Сан-Марко». Після закінчення Першої світової війни командував тральщиком, розміновував албанські води. У 1920 році отримав звання молодшого лейтенанта.
10 серпня 1923 року отримав звання лейтенанта. Ніс службу на лінкорі «Конте ді Кавур», потім «Джуліо Чезаре». Згодом був переведений в дивізіон MAS в Ла-Спеції, де ніс службу протягом 1929-1930 років. Потім був переведений до Риму, де ніс службу в генеральному штабі військово-морських сил. У 1932 році отримав звання капітана III рангу і був призначений командиром есмінця «Фульміне», потім був заступником командира лінкора «Конте ді Кавур».
8 лютого 1936 року Адоне Дель Чіма отримав звання капітана II рангу і був призначений командувачем 8-го дивізіону есмінців з флагманським кораблем «Фольгоре». У квітні 1939 року брав участь в окупації Албанії, за що був нагороджений хрестом «За військову доблесть».
На момент вступу Італії у Другу світову війну 10 червня 1940 року Адоне Дель Чіма був командувачем 12-го дивізіону міноносців. Дивізіон здійснив численні місії, в тому числі постановку мін поблизу Мальти, за що Адоне Дель Чіма був нагороджений другим хрестом «За військову доблесть». 8 листопада 1940 року він отримав звання капітана I рангу і був переведений в генеральний штаб флоту.
У жовтні 1941 року Адоне Дель Чіма був переведений в Трієст, де керував підготовкою до вводу у стрій новозбудованого лінкора «Рома». Він же став командиром корабля 14 червня 1942 року.
Після капітуляції Італії 8 вересня 1943 року італійський флот залишив Ла-Спецію і вирушив до Мальти. 9 вересня поблизу Корсики він був атакований німецькою авіацією. Внаслідок влучання керованих авіабомб Fritz X лінкор «Рома» затонув. Загинув командувач з'єднання адмірал Карло Бергаміні, командир корабля Адоне Дель Чіма, начальник штабу Станіслао Карачотті, а також значна частина екіпажу.
Посмертно був нагороджений Срібною медаллю «За військову доблесть».

## Нагороди

### Італійські
- Срібна медаль «За військову доблесть»
- Хрест «За військову доблесть» (нагороджений двічі)
- Хрест «За військові заслуги»
- Командор Ордена Корони Італії
- Кавалер Ордена Святих Маврикія та Лазаря
- Золотий хрест за 25 років служби

### Іноземні
- Кавалер Ордена Почесного легіону (Франція)